# Emil Baré

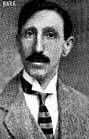
Emil Baré

Emil Baré, eigentlich Emil Barach (* 8. September 1870 in Wien; † 29. März 1943 in Budapest) war ein ungarischer Geiger.

## Leben
Emil Baré wurde in Wien von ungarisch-jüdischen Eltern geboren. Sein Vater war Dr. med. Sigmund Barach (1842–1912), und seine Mutter war Rosa Barach (geb. Gottlob; 1841–1913), Schriftstellerin und Pädagogin. 1886, 16-jährig trat er aus dem jüdischen Glauben aus und wechselte seinen Nachnamen Barach zu Baré. Er studierte am Wiener Konservatorium bei Joseph Hellmesberger und danach am Conservatoire de Paris bei Lambert Massart. 1892–1895 spielte er die zweite Geige im von Gustav Hollaender 1888 in Köln gegründeten Professoren-Quartett (später Gürzenich-Quartett). In Paris arbeitete er dann in den späten 1890ern als Konzertmeister des Opernorchesters. 1897–1902 war er zweiter Konzertmeister des Chicago Symphony Orchestra in den USA. Auch spielte er im Orchestre Lamoureux und arbeitete an den Opernhäusern in Mainz und Köln. Im Frühjahr 1903 wurde er Konzertmeister der Ungarischen Königlichen Oper in Budapest und 1910 Lehrer für Violine und später Professor an der Königlich Ungarischen Musikakademie.
Am 20. April 1916 spielte Baré zusammen mit dem Orchester der Budapester Oper unter der Leitung von István Strasser die Partie der Solovioline im ersten Teil (Une idéale) von Bartóks Zwei Porträts Op. 5, wobei die beiden Sätze zum ersten Mal zusammen aufgeführt wurden.